# Marcel Chehin
Marcel Joseph Badwie Chehin (Paramaribo, 4 juli 1939) is een Surinaams fiscaal jurist en politicus van Libanese afkomst.
Hij is opgeleid in Suriname en Nederland en is afgestudeerd in de rechten. Chehin begon zijn carrière bij de Inspectie der Directe Belastingen in Rotterdam. Later werd hij inspecteur van de directe belastingen in Suriname en daarna werd hij partner bij de belastingconsulenten Moret Gudde Brinkman Suriname.
Begin 1979 liepen de spanningen op tussen met name de onderofficieren aan de ene kant en de legerleiding en de politici aan de andere kant. Premier Arron besloot daarop een onderzoekscommissie in te stellen die in maart onder leiding van Oscar Abendanon (voormalig vicepresident van het Hof van Justitie) aan het werk ging. Chehin was een van de leden van de commissie-Abendanon. Na ongeveer een half jaar kwam deze commissie met aanbevelingen maar daar werd door de politici niets mee gedaan en het rapport werd geheim verklaard. Als er wel wat met de aanbevelingen was gebeurd had de Sergeantencoup in februari 1980 mogelijk voorkomen kunnen worden.
Op 15 augustus 1980 werd Chehin minister van Financiën en Economische Zaken en op 16 november trad hij alweer af omdat er politieke meningsverschillen bestonden tussen hem en de Nationale Militaire Raad (NMR) waarna premier Henk Chin A Sen ad interim diens functies erbij kreeg. Op 13 februari 1984 kwam Chehin terug als minister van Financiën en Planning in een kabinet onder leiding van premier Wim Udenhout met negen ministers; vijf namens het militaire gezag, twee namens de vakbeweging (Gilds & Li Fo Sjoe) en twee namens het bedrijfsleven (Chehin & Van Trikt). Het mandaat van dit kabinet liep tot 31 december waarna de samenstelling van het kabinet-Udenhout werd herzien en het aantal ministers namens het militaire gezag niet langer de meerderheid vormde. Eind 1984 kwam er een plan voor de democratisering van het staatsbestel waartoe behoorde het voorstel voor de vorming van een assemblée die maximaal 27 maanden in functie zou blijven. Chehin maakte bezwaar tegen het gering aantal zetels dat het bedrijfsleven zou krijgen in de assemblée en kwam daarom niet meer terug in het nieuwe kabinet.
Later richtte Chehin zich meer op zijn bedrijf Professional Private Security (PPS) en is hij Honorair Consul van Oostenrijk in Suriname geworden.